# Pomnik Jana III Sobieskiego w Krakowie
Pomnik Jana III Sobieskiego – pomnik upamiętniający Jana III Sobieskiego, znajdujący się w Krakowie, w dzielnicy II Grzegórzki w parku Strzeleckim, przy ul. Lubicz 16, na Wesołej.
Posąg Jana III Sobieskiego, jest dziełem zaprojektowanym przez Walerego Gadomskiego, a wykonanym przez Michała Korpala z wapienia.
Pomnik został uroczyście osłonięty w 1883 roku.